# Grands caps

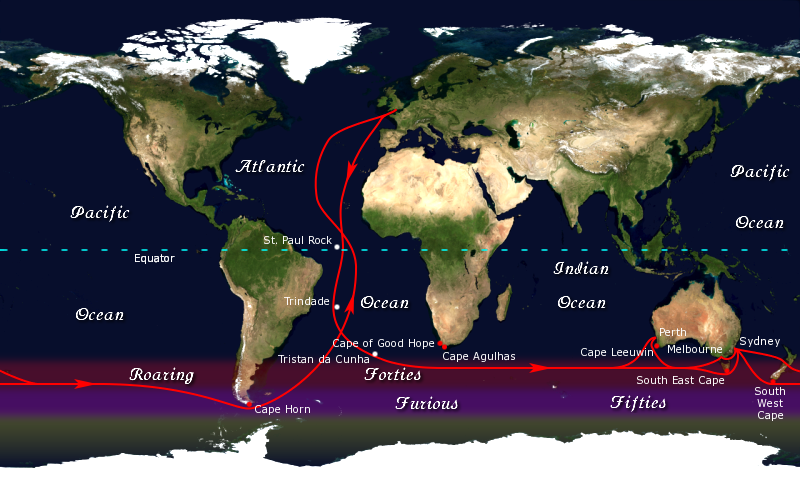
Une route de circumnavigation passant par les Grands Caps, au Sud de l'Amérique du Sud, de l'Afrique et au Sud-Ouest de l'Australie

Dans le lexique maritime, le terme de Grands Caps (ou trois caps) désigne les caps sud de trois continents :
- le cap de Bonne-Espérance pour le continent africain ;
- le cap Leeuwin pour le continent australien ;
- le cap Horn pour le continent américain.

Le premier se situe en Afrique du Sud, dans la province du Cap-Occidental et baigne dans sa totalité l'océan Atlantique. Le second se trouve à la pointe sud-ouest de l'Australie, dans l'état d'Australie-Occidentale, et baigne l'océan Indien. Enfin le troisième se situe au Chili, dans la province de l'Antarctique chilien, sur l'île la plus australe du continent américain et sépare l'océan Pacifique de l'océan Atlantique.

## Us et coutumes
Les usages et la littérature accordent une importance particulière au passage de ces caps, et les traditions donnent certaines prérogatives aux marins ayant déjà franchi ces 3 caps, de la même façon que pour le baptême de la Ligne.

Ainsi, un marin ayant déjà passé les 3 caps aurait le droit de porter un anneau à l'oreille gauche (du bord des caps, si l'on fait le tour du monde dans le sens conventionnel Atlantique - Indien - Pacifique) et de cracher et de pisser au vent.
Michel Tonnerre, compositeur de chants de marins a fait une chanson de cette tradition, qu'il a appelée Les trois caps.